# Strangalia fujitai
Strangalia fujitai är en skalbaggsart som beskrevs av Michitaka Shimomura 1994. Strangalia fujitai ingår i släktet Strangalia och familjen långhorningar.
Artens utbredningsområde är Taiwan. Inga underarter finns listade i Catalogue of Life.